# Saturn Awards 2002
La 28ª edizione dei Saturn Awards si è svolta il 10 giugno 2002 al St. Regis Hotel di Los Angeles in California per premiare le migliori produzioni cinematografiche e televisive del 2001.

## Vincitori e candidati
I vincitori sono indicati in grassetto, a seguire gli altri candidati.

### Film

#### Miglior film di fantascienza
- A.I. - Intelligenza artificiale (A.I. Artificial Intelligence), regia di Steven Spielberg[1]
- Jurassic Park III, regia di Joe Johnston
- Lara Croft: Tomb Raider, regia di Simon West
- The One, regia di James Wong
- Planet of the Apes - Il pianeta delle scimmie (Planet of the Apes), regia di Tim Burton
- Vanilla Sky, regia di Cameron Crowe

#### Miglior film fantasy
- Il Signore degli Anelli - La Compagnia dell'Anello (Lord of the Rings: The Fellowship of the Ring), regia di Peter Jackson[2]
- Harry Potter e la pietra filosofale (Harry Potter and the Philosopher's Stone), regia di Chris Columbus
- Monsters & Co. (Monsters, Inc.), regia di Pete Docter, Lee Unkrich e David Silverman
- La mummia - Il ritorno (The Mummy Returns), regia di Stephen Sommers
- Shrek, regia di Andrew Adamson e Vicky Jenson
- Spy Kids, regia di Robert Rodriguez

#### Miglior film horror
- The Others, regia di Alejandro Amenábar[3]
- La spina del diavolo (El espinazo del diablo), regia di Guillermo del Toro
- La vera storia di Jack lo squartatore - From Hell (From Hell), regia di Albert e Allen Hughes
- Jeepers Creepers - Il canto del diavolo (Jeepers Creepers), regia di Victor Salva
- Hannibal, regia di Ridley Scott
- I tredici spettri (Thir13en Ghosts), regia di Steve Beck

#### Miglior film d'azione/avventura/thriller
- Memento, regia di Christopher Nolan[4]
- Black Hawk Down - Black Hawk abbattuto (Black Hawk Down), regia di Ridley Scott
- Radio Killer (Joy Ride), regia di John Dahl
- L'uomo che non c'era (The Man Who Wasn't There), regia di Joel ed Ethan Coen
- Mulholland Drive (Mulholland Dr.), regia di David Lynch
- Il patto dei lupi (Le Pacte des loups), regia di Christophe Gans

#### Miglior attore
- Tom Cruise - Vanilla Sky
- Johnny Depp - La vera storia di Jack lo squartatore - From Hell (From Hell)
- Anthony Hopkins - Hannibal
- Kevin Spacey - K-PAX - Da un altro mondo (K-PAX)
- Billy Bob Thornton - L'uomo che non c'era (The Man Who Wasn't There)
- Guy Pearce - Memento

#### Miglior attrice
- Nicole Kidman - The Others
- Frances O'Connor - A.I. - Intelligenza artificiale (Artificial Intelligence: A.I.)
- Julianne Moore - Hannibal
- Angelina Jolie - Lara Croft: Tomb Raider
- Naomi Watts - Mulholland Drive (Mulholland Dr.)
- Kate Beckinsale - Quando l'amore è magia - Serendipity (Serendipity)

#### Miglior attore non protagonista
- Ian McKellen - Il Signore degli Anelli - La Compagnia dell'Anello (The Lord of the Rings: The Fellowship of the Ring)
- Robbie Coltrane - Harry Potter e la pietra filosofale (Harry Potter and the Sorcerer's Stone)
- Mark Dacascos - Il patto dei lupi (Le Pacte des Loups)
- Tim Roth - Planet of the Apes - Il pianeta delle scimmie (Planet of the Apes)
- Jeremy Piven - Quando l'amore è magia - Serendipity (Serendipity)
- Eddie Murphy - Shrek

#### Miglior attrice non protagonista
- Fionnula Flanagan - The Others
- Maggie Smith - Harry Potter e la Pietra Filosofale (Harry Potter and the Sorcerer's Stone)
- Frances McDormand - L'uomo che non c'era (The Man Who Wasn't There)
- Monica Bellucci - Il patto dei lupi (Le Pacte des Loups)
- Helena Bonham Carter - Planet of the Apes - Il pianeta delle scimmie (Planet of the Apes)
- Cameron Diaz - Vanilla Sky

#### Miglior attore emergente
- Haley Joel Osment - A.I. - Intelligenza artificiale (Artificial Intelligence: A.I.)
- Daniel Radcliffe - Harry Potter e la Pietra Filosofale (Harry Potter and the Sorcerer's Stone)
- Emma Watson - Harry Potter e la Pietra Filosofale (Harry Potter and the Sorcerer's Stone)
- Justin Long - Jeepers Creepers - Il canto del diavolo (Jeepers Creepers)
- Freddie Boath - La mummia - Il ritorno (The Mummy Returns)
- Alakina Mann - The Others (Los Otros)

#### Miglior regia
- Peter Jackson - Il Signore degli Anelli - La Compagnia dell'Anello (The Lord of the Rings: The Fellowship of the Ring)[5]
- Steven Spielberg - A.I. - Intelligenza artificiale (A.I. Artificial Intelligence)
- Chris Columbus - Harry Potter e la pietra filosofale (Harry Potter and the Sorcerer's Stone)
- David Lynch - Mulholland Drive (Mulholland Dr.)
- Alejandro Amenábar - The Others
- Christophe Gans - Il patto dei lupi (Le Pacte des loups)

#### Miglior sceneggiatura
- Steven Spielberg - A.I. - Intelligenza artificiale (A.I. Artificial Intelligence)
- Peter Jackson, Fran Walsh e Philippa Boyens - Il Signore degli Anelli - La Compagnia dell'Anello (The Lord of the Rings: The Fellowship of the Ring)
- Andrew Stanton e Daniel Gerson - Monsters & Co. (Monsters, Inc.)
- Alejandro Amenábar - The Others (Los Otros)
- Stéphane Cabel e Christophe Gans - Il patto dei lupi (Le Pacte des Loups)
- Ted Elliott, Terry Rossio, Joe Stillman e Roger Schulman - Shrek

#### Miglior costumi
- Judianna Makovsky - Harry Potter e la pietra filosofale (Harry Potter and the Philosopher's Stone)
- Kym Barrett - La vera storia di Jack lo squartatore - From Hell (From Hell)
- Ngila Dickson, Richard Taylor - Il Signore degli Anelli - La Compagnia dell'Anello (The Lord of the Rings: The Fellowship of the Ring)
- Catherine Martin, Angus Strathie - Moulin Rouge!
- Dominique Borg - Il patto dei lupi (Le Pacte des loups)
- Colleen Atwood - Planet of the Apes - Il pianeta delle scimmie (Planet of the Apes)

#### Miglior trucco
- Greg Cannom e Wesley Wofford - Hannibal
- Nick Dudman, Mark Coulier e John Lambert - Harry Potter e la pietra filosofale (Harry Potter and the Sorcerer's Stone)
- Peter Owen e Richard Taylor - Il Signore degli Anelli - La Compagnia dell'Anello (Lord of the Rings: The Fellowship of the Ring)
- Aileen Seaton, Nick Dudman e Jane Walker - La mummia - Il ritorno (The Mummy Returns)
- Rick Baker e John Blake - Planet of the Apes - Il pianeta delle scimmie (Planet of the Apes)
- Michèle Burke e Camille Calvet - Vanilla Sky

#### Migliori effetti speciali
- Dennis Muren, Scott Farrar, Stan Winston e Michael Lantieri - A.I. - Intelligenza artificiale (A.I. Artificial Intelligence)
- Robert Legato, Nick Davis, Roger Guyett e John Richardson - Harry Potter e la pietra filosofale (Harry Potter and the Philosopher's (Sorcerer's) Stone)
- Jim Mitchell, Danny Gordon Taylor, Donald Elliott e John Rosengrant - Jurassic Park III
- Jim Rygiel, Randall William Cook, Richard Taylor e Mark Stetson - Il Signore degli Anelli - La Compagnia dell'Anello (The Lord of the Rings: The Fellowship of the Ring)
- John Andrew Berton junior, Daniel Jeannette, Neil Corbould e Thomas Rosseter - La mummia - Il ritorno (The Mummy Returns)
- Arthur Windus, Val Wardlaw, Hal Bertram, Nick Drew e Seb Caudron - Il patto dei lupi (Le Pacte des loups)

#### Miglior colonna sonora
- John Williams - A.I. - Intelligenza artificiale (A.I. Artificial Intelligence)
- Howard Shore - Il Signore degli Anelli - La Compagnia dell'Anello (The Lord of the Rings: The Fellowship of the Ring)
- Angelo Badalamenti - Mulholland Drive (Mulholland Dr.)
- Joseph LoDuca - Il patto dei lupi (Le Pacte des Loups)
- John Powell - Shrek
- Nancy Wilson - Vanilla Sky

### Televisione

#### Miglior serie televisiva trasmessa da una rete
- Buffy l'ammazzavampiri (Buffy the Vampire Slayer)
- Angel
- Dark Angel
- Star Trek: Enterprise
- Smallville
- X-Files (The X-Files)

#### Miglior serie televisiva trasmessa via cavo
- Farscape
- Andromeda
- The Chronicle
- Invisible Man (The Invisible Man)
- Stargate SG-1
- Witchblade

#### Miglior presentazione televisiva
- Jack e il fagiolo magico (Jack and the Beanstalk: The Real Story)
- Le nebbie di Avalon (The Mists of Avalon)
- La vendetta del ragno nero (Earth vs. the Spider)
- The Monkey King
- Lei, la creatura (She Creature)
- Adolescente delle caverne (Teenage Caveman)

#### Miglior attore televisivo
- Ben Browder - Farscape
- David Boreanaz - Angel
- Scott Bakula - Star Trek: Enterprise
- Richard Dean Anderson - Stargate SG-1
- Robert Patrick - X-Files (The X-Files)

#### Miglior attrice televisiva
- Yancy Butler - Witchblade
- Sarah Michelle Gellar - Buffy l'ammazzavampiri (Buffy the Vampire Slayer)
- Jessica Alba - Dark Angel
- Claudia Black - Farscape
- Kristin Kreuk - Smallville
- Gillian Anderson - X-Files (The X-Files)

#### Miglior attore non protagonista televisivo
- Michael Rosenbaum - Smallville
- James Marsters - Buffy l'ammazzavampiri (Buffy the Vampire Slayer)
- Michael Weatherly - Dark Angel
- Connor Trinneer - Star Trek: Enterprise
- Anthony Simcoe - Farscape
- Christopher Judge - Stargate SG-1

#### Miglior attrice non protagonista televisiva
- Jolene Blalock - Star Trek: Enterprise
- Alyson Hannigan - Buffy l'ammazzavampiri (Buffy the Vampire Slayer)
- Michelle Trachtenberg - Buffy l'ammazzavampiri (Buffy the Vampire Slayer)
- Gigi Edgley - Farscape
- Amanda Tapping - Stargate SG-1
- Annabeth Gish - X-Files (The X-Files)

### Home media

#### Miglior edizione DVD/Blu-ray
- Licantropia Evolution (Ginger Snaps)
- Bruiser - La vendetta non ha volto (Bruiser)
- Harry, un amico vero (Harry, He's Here to Help)
- Lilli e il vagabondo II - Il cucciolo ribelle (Lady and the Tramp II: Scamp's Adventure)
- Panic
- Rat

#### Miglior edizione speciale DVD/Blu-ray
- Shrek
- Final Fantasy (Final Fantasy: The Spirits Within)
- Il Grinch (Dr. Seuss' How the Grinch Stole Christmas)
- Lara Croft: Tomb Raider
- Moulin Rouge!
- Planet of the Apes - Il pianeta delle scimmie (Planet of the Apes)

#### Miglior edizione DVD/Blu-ray di un film classico
- Biancaneve e i sette nani (Snow White and the Seven Dwarfs)
- Incontri ravvicinati del terzo tipo (Close Encounters of the Third Kind)
- Star Trek (Star Trek: The Motion Picture)
- Star Wars: Episodio I - La minaccia fantasma (Star Wars: Episode I - The Phantom Menace)
- Superman
- Suspiria

## Premi speciali
- Life Career Award:
  - Drew Struzan
  - Stan Lee
- George Pal Memorial Award: Samuel Z. Arkoff
- President's Award: Sherry Lansing
- Young Filmmaker's Showcase Award: Richard Kelly - Donnie Darko
- Special Award: Anchor Bay Entertainment

### Cinescape Genre Face of the Future Award
- Femminile:
  - Jolene Blalock - Star Trek: Enterprise
  - Lexa Doig - Andromeda e Jason X
  - Amy Acker - Angel
  - Kristin Kreuk - Smallville
  - Thora Birch - Dungeons & Dragons e Ghost World
- Maschile:
  - James Marsters - Buffy l'ammazzavampiri (Buffy the Vampire Slayer)
  - Michael Rosenbaum - Smallville
  - Luke Goss - Blade II
  - Hayden Christensen - Star Wars: Episodio II - L'attacco dei cloni (Star Wars: Episode II - Attack of the Clones)
  - Orlando Bloom - Il Signore degli Anelli - La Compagnia dell'Anello (The Lord of the Rings: The Fellowship of the Ring)